# Nanbao (socken i Kina, Sichuan)
Nanbao (kinesiska: 南宝乡, 南宝) är en socken i Kina. Den ligger i provinsen Sichuan, i den sydvästra delen av landet, omkring 89 kilometer väster om provinshuvudstaden Chengdu. Antalet invånare är 3 546. Befolkningen består av 1 688 kvinnor och 1 858 män. Barn under 15 år utgör 15,0 %, vuxna 15-64 år 69 %, och äldre över 65 år 15,0 %.
Genomsnittlig årsnederbörd är 1 442 millimeter. Den regnigaste månaden är juli, med i genomsnitt 387 mm nederbörd, och den torraste är januari, med 12 mm nederbörd.